# Typhaeus hiostius
Typhaeus hiostius es una especie de coleóptero de la familia Geotrupidae.

## Distribución geográfica
Habita en Cerdeña (Italia).